# Kamenskij rajon (Oblast' di Tula)
Il Kamenskij rajon (in russo Каменский район?) è un rajon dell'Oblast' di Tula, nella Russia europea, il cui capoluogo è Archangel'skoe. Istituito nel 1924, ricopre una superficie di 795 chilometri quadrati.